# 2. Sinfonie (Beethoven)
Ludwig van Beethoven komponierte 1801/02 seine 2. Sinfonie in D-Dur, op. 36 und leitete selbst die Uraufführung im Rahmen seiner Akademie am 5. April 1803 im Theater an der Wien.

## Entstehungszeit
Der Beethoven-Forscher Armin Raab nennt für die Erstellung von Skizzen die Zeit zwischen Sommer 1800 und Februar 1802. Die Ausarbeitung der Sinfonie hat Beethoven bis zum April 1802 vorgenommen. Möglicherweise gab es bis zur Veröffentlichung noch eine Umarbeitung.
In der Literatur wird die 2. Sinfonie und ihre Entstehung als ein wichtiges Zeugnis für die inneren Kämpfe Beethovens gewertet. Er komponierte das Werk, als seine beginnende Ertaubung deutlich wurde. Und es wird darüber hinaus ein Zusammenhang zum Heiligenstädter Testament vermutet, das Beethoven im Herbst 1802 geschrieben hat. Zu dem Zeitpunkt war jedoch die Arbeit an der Sinfonie schon weitgehend abgeschlossen.
Die überschäumend positive Aussage der Sinfonie könnte eventuell damit erklärt werden, dass Beethoven die Hoffnung hatte, geheilt zu werden. An seinen Freund Franz Gerhard Wegeler schrieb er während der Arbeit – am 16. November 1801: „ich will dem schicksaal in den rachen greifen, ganz niederbeugen soll es mich gewiß nicht.“

## Orchesterbesetzung
2 Flöten, 2 Oboen, 2 Klarinetten, 2 Fagotte, 2 Hörner, 2 Trompeten, Pauken in D und A, Streicher in 5 Stimmen (I. und II. Violinen, Violen, Violoncelli, Kontrabässe)

## Satzbezeichnungen
1. Adagio molto – Allegro con brio
2. Larghetto
3. Scherzo. Allegro
4. Allegro molto

## Analyse
Die Entwicklung der sinfonischen Technik seit der 1. Sinfonie ist im ganzen Werk deutlich: Obwohl sich die Werke melodisch und im Charakter sehr ähneln, ist in der Zweiten die Stimmführung auch in den Begleitstimmen selbstständiger, die Formen und Sätze ausgedehnter und die thematische Arbeit konzentrierter. Besonders der langsame Satz, der eine vollständige und sorgfältig ausgeführte Sonatenhauptsatzform darstellt, ist von einer für damalige Verhältnisse unerhörten Länge. Beethoven führt in dieser Sinfonie auch endgültig das Scherzo anstelle des Menuetts als dritten Satz ein. Eine stilistische Nähe zu Haydn und Mozart, also zur dezidiert Wienerischen Musik (Beethoven ist gebürtiger Rheinländer) ist hier noch überdeutlich, geradezu als eine Hommage an die beiden großen Wiener, als ein Nachempfinden zu erkennen, z. B. an auffälligen Sextakkorden und durch die thematisch eklatante Holzgruppe. Vor allem Scherzo und Finale haben hingegen bereits eine typisch „breite“ Beethovensche Klangfülle, d. h. eine vergleichsweise dichte (grollende) Akkordik.

### 1. Satz (Adagio molto – Allegro con brio)
Der 1. Satz vermittelt (für Beethovens Verhältnisse erstaunlich ungebrochen und einmütig) Lebensfreude und Euphorie. Er ist (nach der langsamen Einleitung) monothematisch. Allerdings wird der Themenkopf (Holzbläser 4-taktig tonikal „fragend“ und Tutti 4-taktig halbschlüssig „antwortend“) in seiner klaren Gestalt ziemlich spät, in T. 73, aber unmissverständlich als solcher exponiert. Alles vor T. 73 deutet bereits auf diese Gestalt hin, lässt sie sozusagen allmählich aus dem Nebel hervortreten. Jedenfalls ist vor T. 73 nicht von eigenständigem Material eines vermeintlichen ersten Themas zu sprechen, vor allem, da kein Dialog mit einem vermeintlichen zweiten Thema komponiert wird, weder vor noch nach den Wiederholungszeichen. Vorwegnehmend, ebenso wie nach der Exposition des Hauptgedanken folgend, ist entweder alles von diesem abgeleitet (charakteristische Staccato-Viertel), oder andernfalls motivisch unverbindliches Material, das überleitet, bzw. beschließt. Beethoven komponiert hier also weder zwei kontrastierende Themen, noch wenigstens zwei klar diskrete Varianten eines Hauptgedankens, sondern eher einen „weichen Übergang“ von prologisierenden assoziativeren Varianten einer Themengestalt hin zu ihrer Urgestalt, und epilogisierend wieder zurück (zu den Wiederholungszeichen).

### 2. Satz (Larghetto)
Der Satz ist ein langsamer, aber tänzerischer Satz (menuettartig). Ein Tanz-Satz ist er auch insofern, als er ohne große Überleitungen stattdessen klar definierte Themenabschnitte aneinanderreiht, die direkt durch das thematische Material motorisch voranarbeiten. Entsprechend finden sich keinerlei „durchführende“ Abschnitte (ausweitende oder abbrechende Abspaltungen/Sequenzierungen, tonartliche Fluktuenz u. dergl.).

### 3. Satz (Scherzo. Allegro)
Das knappe Scherzo wirkt insbesondere durch dynamische und instrumentale Kontraste. Im von den Bläsern geprägten, ländlerartigen Trio wird unüblicherweise die Grundtonart (D-Dur) der Sinfonie beibehalten.

### 4. Satz (Allegro molto)
Die markante Eröffnungsgeste des Finalsatzes mit Trillerfigur und großem Intervallsprung besitzt Ähnlichkeit mit dem Hauptthema des 1. Satzes von Mozarts Haffner-Sinfonie. Der Satz folgt der Sonatensatzform, gewinnt durch Wiederholung des Hauptthemas zu Beginn der Durchführung und der Coda jedoch Züge eines Rondos. Auffällig ist die Ausdehnung der Coda, die mit nahezu 250 Takten den traditionell dreiteiligen Sonatensatz zur Vierteiligkeit erweitert. Auf eine Art zweiter Durchführung folgen in ihr mehrere auf dem Seitenthema fußende Steigerungen, die durch wirkungsvolle Fermaten und Generalpausen unterbrochen sind.